# Американец в Париже
Американец в Париже (англ. An American in Paris) — оркестровая пьеса Джорджа Гершвина, созданная под влиянием джаза и впервые исполненная в 1928 году. Она была вдохновлена временем, проведённым Гершвином в Париже и вызывает в памяти достопримечательности и энергию французской столицы 1920-х годов.

## История создания
После успеха, который произвела Rhapsody in Blue в 1924 году, Вальтер Дамрош попросил Гершвина написать для него полный концертный цикл. Гершвин написал пьесу для симфонического оркестра, где стандартный состав был дополнен челестой, саксофонами и автомобильными рожками парижского такси, привезённых в Нью-Йорк специально для премьеры, которая состоялась 13 декабря 1928 года в Карнеги-холле, где Дамрош дирижировал Нью-Йоркским филармоническим оркестром. Он завершил оркестровку 18 ноября 1928 года, менее чем за четыре недели до премьеры всего произведения. По ходу работы Гершвин сотрудничал над оригинальными аннотациями программы с критиком и композитором Димсом Тейлором.
Существует также альтернативная версия, цитируемая Чарльзом Шварцем в монографии «George Gershwin: His Life and Music», и больше напоминающая апокриф. По этой версии, в 1926 году Гершвин отправился в первую поездку в Париж, будучи вдохновлённым творчеством Мориса Равеля, поскольку у Джорджа появилось желание учиться композиции у Мориса Равеля. После того, как его первоначальное студенческое прослушивание с Равелем превратилось в обмен музыкальными теориями, Равель сказал, что не может его учить, сказав: «Зачем быть второсортным Равелем, если можно быть первоклассным Гершвином?»
Гершвин настоятельно рекомендовал Равелю приехать с гастролями в США. С этой целью по возвращении в Нью-Йорк Гершвин присоединился к усилиям друга Равеля Роберта Шмитца, пианиста, с которым Равель познакомился во время войны, чтобы убедить Мориса совершить поездку по США. Шмитц был главой продюсерской компании Pro Musica, продвигавшей франко-американские музыкальные отношения, и смог предложить Равелю гонорар в размере 10 000 долларов за концерт. Гершвин знал, что этот соблазн будет важен для Равеля. В итоге Джорж пригласил Равеля в Нью-Йорк в марте 1928 года во время вечеринки, устроенной Ива Готье в день рождения Равеля. Поездка Равеля вновь разожгла желание Гершвина вернуться в Париж, что он и его брат Айра сделали после встречи с Равелем. Высокая похвала Равель Гершвину во вступительном письме к Нади Буланже заставила Гершвина серьезно задуматься о том, чтобы потратить гораздо больше времени на учебу за границей в Париже. Однако после того, как он сыграл для нее, она сказала ему, что не может его учить. Буланже дала Гершвину практически тот же совет, который она давала всем своим опытным магистрантам: «Что я могу вам дать, чего вы еще не получили?» Это не отбросило Гершвина назад, поскольку его реальным намерением за границей было закончить новую работу, основанную на парижской тематике, и, возможно, создать вторую рапсодию для фортепиано с оркестром, которая последовала бы за его «Rhapsody in Blue». В то время Париж принимал у себя много писателей-эмигрантов, среди которых Эзра Паунд, В. Б. Йейтс, Эрнест Хемингуэй; и художник Пабло Пикассо.

## Структура
Гершвин построил своего «Американца в Париже» на теме мелодическии песни «Very Parisienne»,, написанной в 1926 году во время его первого визита в Париж в качестве подарка хозяевам Роберту и Мабель Ширмер. Гершвин назвал его «балетом-рапсодией»; он написан свободно и гораздо более современным языком, чем его предыдущие работы.
Он назвал эту пьесу «рапсодическим балетом», потому что она написана свободно и более современна, чем его предыдущие работы. Гершвин объяснил в журнале «Музыкальная Америка»: «Моя цель здесь — изобразить впечатления американского туриста в Париже, когда он прогуливается по городу, слушает различные уличные шумы и впитывает французскую атмосферу».
«Американец в Париже» состоит из пяти разделов, которые складываются вместе в сложную трёхчастную форму. Первый эпизод А Гершвина представляет две основные «блуждающие» темы в темпе Allegretto grazioso, из которых далее следует третья в темпе Subito con brio. Первая часть поэмы написана в типичном французском стиле, близком к стилю композиторов Клода Дебюсси и Леза Сикса. В этой части представлены двухдольный метр, певческие ритмы и диатонические мелодии со звуками гобоя, английского рожка и рожков такси. «Andante ma con ritmo deciso» из средней представляет американский блюз. Следующий раздел (Allegro) продолжает выражать тоску по дому в более быстром двенадцатитактовом блюзе. В секции B Гершвин использует обычный метр, синкопированные ритмы и блюзовые мелодии со звуками трубы, саксофона и малого барабана. Реприза первой части проводится в темпе Moderato con grazia. После репризы «блуждающих» тем Гершвин накладывает медленную блюзовую тему из раздела B в коде (Grandioso).

## Рецензии и критика
Гершвину не особенно понравилась интерпретация Уолтера Дамроша на мировой премьере «Американца в Париже». Он заявил, что довольно медленный темп Дамроша заставил его выйти из зала во время утреннего исполнения этого произведения. По словам Эдварда Кушинга, аудитория отреагировала «демонстрацией впечатляюще искреннего энтузиазма в отличие от обычных аплодисментов, которые обычно вызывает новая музыка, хорошая и плохая». Критики считали, что «Американец в Париже» написан лучше, чем его Концерта in F. Некоторые не думали, что это место в программе с участием классических композиторов Сезара Франка, Рихарда Вагнера или Гильома Леке на его премьере. Гершвин ответил критикам: "Это не симфония Бетховена, знаете ли … Это юмористическая пьеса, в ней нет ничего торжественного. Она не предназначена для слез. Если она понравится симфонической публике как легкая, веселая пьеса, то это серия из музыкально выраженные впечатления, это удается ".

## Состав оркестра
- Флейта пикколо
- 2 флейты
- 2 гобоя
- Английский рожок
- 2 кларнета in B
- Басс-кларнет in B
- 2 фагота
- Контрафагот
- 4 валторны
- 3 трубы in F
- 3 тромбона
- Туба
- Литавры
- Малый и большой барабаны
- Треугольник
- Вудблоки
- Рэтчет
- Цимбалы
- Низкий и высокий там-тамы
- Ксилофон
- Глокеншпиль
- Челеста
- 4 автомобильных рожка (in A, B, C и D),
- Саксофоны сопрано
- Альтовый саксофон
- Теноровый саксфон
- Баритоновый саксофон
- Струнные[15]

Хотя в конце 1920-х — начале 1930-х годов большинство зрителей слышали гудки такси с использованием нот A, B, C и D, в научной литературе этот факт был обнародован только в 2010-е годы. По американской системе буквенной клавиатурной нотации звуковая высота автомобильных рожков фиксировалась на нотах As4, B4, D5 и A4. Также есть версия, что, обозначая рожки такси кружками A, B, C и D, Гершвин имел в виду четыре рожка, а не ноты, которые они играли.
Существенная переработка произведения композитора и аранжировщика Ф. Кэмпбелла-Уотсона упростила состав оркестра, сократив количество саксофонов до трех инструментов: альта, тенора и баритона. Дублирование сопрано-саксофона было удалено, чтобы избежать смены инструментов, а также был удален контрафагот. Это было стандартное исполнение до 2000 года, когда американский музыковед Джек Гиббонс произвел свою собственную реставрацию оригинальной оркестровки «Американца в Париже», работая непосредственно с оригинальной рукописью Гершвина, включая реставрацию сопрано-саксофона Гершвина и части, вырезанные в редакции Кэмпбелла-Ватсона. Восстановленная оркестровка Гиббонса «Американца в Париже» была исполнена в лондонском Королевском зале Елизаветы 9 июля 2000 года оркестром Оксфордского Сити под управлением Левона Парикяна.
Клавир поэтмы был создан Уильямом Мерриганом Дэли и опубликован издательством New World Music в 1929 году.

## Отражение в кинематографе
В 1951 году кинокомпания Metro-Goldwyn-Mayer выпустила фильм-мюзикл «Американец в Париже», с Дженом Келли и Лэсли Кэроном в главных ролях. В том же году он выиграл премию «Оскар» в номинации «Лучший фильм». Идея использовать музыку Гершвина пришла продюсеру фильма Винсенту Минелли: в фильме использованы фрагменты ряда других сочинений Гершвина, а также танцевальная секвенция, составленная из тем симфонической поэмы «Американец в Париже», аранжированная Джонни Грином.